# Markus Merk
Markus Merk (Kaiserslautern, Alemania, 15 de marzo de 1962) es un exárbitro de fútbol alemán. En la actualidad vive en la localidad de Otterbach con su familia. Practicó su oficio de dentista hasta el año 2005 debido a su oposición a algunas políticas gubernamentales sobre dicha profesión.

## Biografía
En 1988, Merk debutó en la Bundesliga como el árbitro más joven en la historia de dicha competición. Cuatro años después, participó en su primer partido internacional (Suiza vs. Bulgaria, el 28 de abril de 1992). Además, participó en Juegos Olímpicos de Barcelona 1992.
Posteriormente, Merk ganó reputación como un serio y confiable árbitro. Una de las pocas polémicas fue durante la final de la temporada 2000/2001 de la Bundesliga. Previo al partido final, Bayern Múnich superaba al Schalke 04 por tres puntos, aunque este último tenía una mejor diferencia de goles. Merk arbitró el partido entre el Hamburger SV y el Bayern Múnich. Cuando Schalke ya había ganado su partido y el HSV superaba por 1:0 a su rival, Merk cobró un tiro libre indirecto a los 93' a favor de los bávaros y que resultaría en el gol de Patrik Andersson que le daría el título a su equipo. Merk fue insultado y atacado físicamente por hinchas del Schalke y desde ese momento, Merk nunca ha arbitrado en el Veltins-Arena.
Merk recibió el título de Mejor árbitro del Mundo en 2004, 2005 y 2007. Arbitró también la final de la Liga de Campeones de la UEFA 2002-03 y la final de la Eurocopa 2004, siendo el segundo árbitro alemán en participar en una final (previamente lo había hecho Rudi Glöckner). En 2005, Merk recibió la Cruz al Mérito en reconocimiento de su servicio al fútbol y su trabajo solidario en India.
El 17 de agosto de 2005, Merk tuvo un papel especial en el debut de Lionel Messi, al expulsarlo en su debut con su Seleccionado, a tan sólo 47 segundos de haber ingresado al campo de juego, en un amistoso con Hungría. 
Para la Copa Mundial de Fútbol de 2006, Merk participó como representante del país local en el grupo de árbitros. A pesar de su trayectoria, Merk fue criticado por sus participaciones en el partido Brasil vs. Australia (donde fue acusado por Harry Kewell de ser "probrasileño") y en el Ghana vs. Estados Unidos donde otorgó un vital y polémico penal a los africanos. Tras dicho partido, su participación acabó al no ser elegido por la FIFA para arbitrar durante la segunda ronda.

## Partidos importantes

### Hamburgo SVvsFC Bayern Múnich
A finales de la temporada 2000/01 de la 1. Bundesliga alemana, Merk arbitró el último partido de la jornada, un Hamburgo SV-Bayern Múnich, el Schalke 04 ganaba la Bundesliga con los mismos puntos que el Bayern pero con un gol más de diferencia. En el partido Hamburgo-Bayern, el Hamburgo ganaba 1 a 0, Merk señaló una falta indirecta que Patrik Andersson marcó, tras sacar dicho libre indirecto Stefan Effenberg, empatando el partido y dando el título liguero al Bayern. Tras el partido, Merk recibió amenazas de paliza y muerte de aficionados del Schalke, Merk nunca volvió a arbitrar un partido en el Veltins Arena de Gelsenkirchen, estadio del Schalke 04.

### Final de la Liga de Campeones de la UEFA 2002-03
Markus Merk fue el encargado de arbitrar la final de la Liga de Campeones de la UEFA 2002-03 entre Juventus y Milán en Old Trafford, con victoria del equipo milanista (3-2) en los penales tras empatar 0-0 en el tiempo reglamentario y la prórroga.

### PortugalvsGrecia
Markus Merk fue el encargado de arbitrar la final de la Eurocopa 2004 en el Estádio da Luz de Lisboa. El partido fue muy estancado, con un único gol en el minuto 57 por obra de Angelos Charisteas. El partido acabaría 0 a 1 para Grecia. Merk amonestó a los jugadores Costinha, Angelos Basinas, Giourkas Seitaridis, Takis Fyssas y Dimitrios Papadopoulos.

### F. C. Barcelona-AC Milan
El 26 de abril de 2006, Markus Merk fue designado para arbitrar el partido de vuelta en el Camp Nou por las semifinales de la Liga de Campeones de la UEFA 2005-06 entre el F. C. Barcelona y el AC Milan.
En dicho partido causó controversia al anular un gol legal al jugador Andriy Shevchenko, que igualaba el marcador de la eliminatoria 1-1.